# Leptagrion acutum
Leptagrion acutum – gatunek ważki z rodziny łątkowatych (Coenagrionidae). Endemit południowo-wschodniej Brazylii, stwierdzony tylko w stanie Espírito Santo.